# Church Mission Society
Church Mission Society (CMS), är ett anglikanskt missionssällskap bildat i London den 12 april 1799 av parlamentarikerna Henry Thornton och William Wilberforce och ett antal andra medlemmar av Claphamsekten. 
Från början stod tre stora uppgifter i fokus: förbud mot slavhandel, sociala reformer och internationell evangelisering.
Church Mission Society har under sin två sekel långa historia, sänt ut omkring 900 missionärer till många olika länder runt om i världen.